# Cartoon Network (Filipinas)
Cartoon Network es un canal de televisión filipina creada por Turner Broadcasting System, una subsidiaria de Time Warner, que muestra principalmente la programación de animación. La versión filipina de Cartoon Network y transmisiones exclusivamente en Filipinas.